# Joseph Roswell Hawley
Joseph Roswell Hawley (31 octobre 1826 – 18 mars 1905) est un homme politique américain. Il est le 42e gouverneur du Connecticut, États-Unis, membre des partis républicain et du sol libre. Il est aussi général de la guerre de Sécession, et journaliste et rédacteur en chef. Il sert pendant deux mandats à la chambre des représentants des États-Unis et est sénateur des États-Unis pendant quatre mandats.

## Avant la guerre
Hawley, descendant direct de Joseph Hawley, premier du nom en Amérique, par le biais de Ebenezer, Joseph et Samuel, naît à Stewartsville, près de Laurinburg, Caroline du Nord, où le père de Hawley, originaire du Connecticut, est pasteur de l'église baptiste. Il naît dans la maison Stewart-Hawley-Malloy ; elle a été ajoutée au Registre national des lieux historiques en 1975,. Son père retourne dans le Connecticut en 1837 et Joseph entre et est diplômé de l'université de Hamilton à New York en 1847. Il est admis au barreau en 1850 et pratique le droit à Hartford, dans le Connecticut, pendant six ans.
Adversaire ardent de l'esclavage, Hawley devient un partisan du sol libre, et est un délégué à la convention nationale, qui désigne John Parker Hale pour la présidence en 1852, et par la suite sert en tant que président du comité de l'État du parti et rédacteur en chef du quotidien du parti, le Charter Oak. En 1856, il prend un rôle de premier plan dans l'organisation du parti républicain dans le Connecticut, et en 1857, devient rédacteur en chef du Hartford Evening Press, un nouveau journal républicain.

## Guerre de Sécession
Hawley sert dans l'armée fédérale avec distinction pendant la guerre de Sécession, passant du grade de capitaine à celui de major général breveté des volontaires. En avril 1861, Hawley aide à recruter et à organiser une compagnie d'infanterie. Il entre en service pour une période de trois mois dans le 1st Connecticut Infantry avec le grade de capitaine de la compagnie A, le 22 avril. Il participe d'abord au combat de la première bataille de Bull Run en juillet, de recevant des éloges de son commandant de brigade, le général Erasmus D. Keyes.
Après avoir été libéré du service, il aide ensuite le colonel Alfred H. Terry à lever le 7th Connecticut Infantry, un régiment de trois ans, et est nommé lieutenant-colonel. Il participe à l'expédition de Port-Royal en novembre, et commande les forces affectées à la garnison des deux forts capturés. Il participe aux quatre mois de siège, qui aboutissent à la capture du fort Pulaski en avril 1862. Encore une fois, il commande la force de la garnison. Avec la promotion du colonel Terry au commandement de la brigade, Hawley lui succède au commandement du 10th Connecticut, menant le régiment lors des batailles de James Island et Pocotaligo.
Il participe à l'expédition de Brannan en Floride, en janvier 1863, et commande le poste à Ferandina, près de Jacksonville. En avril, il participe à l'expédition ratée pour capturer Charleston, en Caroline du Sud. En été, il commande une brigade sur Morris Island pendant le siège de Charleston, et est impliqué dans les attaques du fort Wagner en septembre. Au cours de l'automne, il obtient suffisamment de fusil Spencer à chargement par la culasse pour équiper son régiment avec l'arme à tir rapide.
L'année suivante, Hawley commande une brigade sous les ordres du général Truman Seymour lors de la bataille d'Olustee en Floride. Lui et ses hommes sont réaffectées sur la ligne de front en Virginie dans la division de Terry du Xe corps de l'armée de la James. Il participe aux batailles de Drewry's Bluff, Deep Run, Derbytown Road, et d'autres actions près des Bermuda Hundred et Deep Bottom. Avec des ouvertures créées par les pertes sur le champ de bataille et les mutations, Hawley commande une division pendant le siège de Petersburg et est promu en septembre 1864 brigadier général des volontaires. Préoccupé par le maintien de la paix pendant les élections de novembre, Hawley commande une brigade triée sur le volet envoyée dans  la ville de New York pour protéger le processus électoral.
En janvier 1865, Hawley succède à son mentor Alfred Terry en tant que commandant de division quand Terry est envoyé au commandement des troupes lors des attaques de fort Fisher. Hawley le rejoint plus tard en Caroline du Nord en tant que chef d'état-major du Xe corps. Après la capture de Wilmington, en Caroline du Nord, Hawley prend le commandement des forces dans le sud-est de la Caroline du Nord. En juin, après la reddition des armées confédérées, Hawley rejoint Terry et sert comme chef d'état-major du département de Virginie, jusqu'en octobre, quand il retourne chez lui dans le Connecticut. Il est breveté major général en septembre 1865, et est libéré du service le 15 janvier 1866.

## Après la guerre
Après la guerre, Hawley sert comme gouverneur du Connecticut, d'avril 1866 à avril 1867, mais n'est pas réélu. Quelques mois après avoir quitté ce poste, il achète le journal Hartford Courant, qu'il combine avec le Press. Sous sa direction, il devient le journal le plus influent au Connecticut et l'un des principaux journaux républicains du pays.
Hawley est le président permanent de la convention nationale républicaine en 1868, est un délégué aux conventions de 1872, 1876 et 1880. Il représente le Connecticut aux congrès des États-Unis de décembre 1872 à mars 1875, et de nouveau en 1879-81, ayant perdu les deux élections entre deux. De 1873 à 1876, il sert comme président de la commission du centenaire des États-Unis, qui planifie et exécute l'exposition du centenaire à Philadelphie. Il est également administrateur du Hamilton College et obtient son doctorat en droit en 1875 (et un autre de Yale en 1888).
Hawley est sénateur des États-Unis de 1881 à 1905, étant l'un des principaux leaders républicains à la fois à la chambre et au sénat. Il est président de la commission du service civil, et promeut énergiquement la réforme de la legislation du service civil. Il préside également un comité spécial appelé à enquêter sur la production de matériel militaire et de navires de guerre. À ce titre, il écrit un rapport détaillé sur l'industrie de l'acier lourd et la fabrication d'armes aux États-Unis et en Angleterre.
Il meurt à Washington, DC, deux semaines après avoir quitté le sénat. Il est enterré au cimetière de Cedar Hill, au Connecticut.
Hawley a une batterie nommée en son honneur au fort Baldwin, à Phippsburg, dans le Maine.

## Vie personnelle
Hawley et sa femme Harriet Foote Hawley adoptent l'une de leurs nièces d'après la mort des parents de la jeune fille ; comme Margaret Foote Hawley, elle deviendra une peintre relativement connue de miniatures,. La sœur d'Harriet, Kate Foote Coe vit avec les Hawleys alors qu'elle travaille comme correspondante à Washington.